# Ludność Pilzna (Polska)

## Zmiany w liczbie ludności na przestrzeni lat
Ludność Pilzna w latach 1772–2022:

Źródła danych: 1772-1786; 1787-1840, 1857, 1861-1869, 1880-1910; 1814, 1850, 1860, 1870, 1900, 1921; 1880; 1921; 1931; 1938-1989; 1995-2021; 2022

## Piramida wieku
Piramida wieku mieszkańców Pilzna w 2014 roku:

## Udział osób poszczególnych płci w ogólnej liczbie ludności
Udział osób poszczególnych płci w ogólnej liczbie ludności Pilzna w 2021 r.:

(▶kobiety, ▶mężczyźni)